# أولاد بركات (الجزائر)
أولاد بركات قرية جزائرية تقع في بلدية واد السلام بدائرة منداس ولاية غليزان

## أعلام
- لزرق بن علو[2]